# Доминго Гарсија (фудбалер)
Доминго Гарсија Хередија (рођен 1904. — 19. децембар 1986) био је перуански фудбалски везни играч који је играо за Перу на ФИФА-ином светском првенству 1930. Играо је и за Алианцу из Лиме.